# Baja visión
Baja visión o hipovisión es la cualidad de la persona con una privación parcial de la vista que no puede ser corregida adecuadamente con gafas convencionales, lentes de contacto, medicamentos o cirugía.
El resto visual (el porcentaje de visión que la persona conserva) contiene dos parámetros de definición visual: la agudeza y el campo visual. La agudeza visual es la capacidad de distinguir las formas de los objetos a cierta distancia y se mide con la prueba de las letras (o formas geométricas) de decreciente tamaño, estableciendo cada línea, vista o no, un 10 % de agudeza visual. El campo visual es el ángulo que el ojo ve, correspondiendo 90° a cada ojo (total 180°). El campo se reduce, bien “cerrándose” por los costados, bien de forma aleatoria, a causa de manchas que se forman en el ojo.

## Clasificación del grado disminución visual
La persona que, pese al uso de correcciones ópticas, no consigue llegar al 100 %, pero que supera el 50 % de resto visual, pertenece a la categoría B3, lleva una vida normal y posiblemente no tenga conciencia de su disminución. En cambio, por debajo del 50 %, empieza a tener dificultades evidentes y se dice que tiene baja visión (B2). Hay que tener en cuenta que, por debajo del 20 % de resto visual, las dificultades visuales son severas y hacen imprescindible el uso de técnicas de adaptación. Cuando no consigue superar el 10 % de agudeza y/o tiene restringido a sólo 20° su campo visual, se considera entonces que padece ceguera legal. Finalmente, si no ve más que zonas difusas de iluminación y sombra, o bien nada en absoluto, se habla de ceguera total (B1).

## Magnitud de la discapacidad visual
Según la Organización Mundial de la Salud, globalmente, en 2015, unas 940 millones de personas (el 13 % de la población total) eran discapacitadas visuales, de los cuales 246 millones padecían baja visión y 39 ceguera. Sin embargo, error refractivo como causa de discapacidad visual no fue tenido en cuenta, lo que implica que la magnitud global verdadera de la discapacidad visual es aún mayor.
En todo el mundo, por cada persona ciega, hay un promedio de 3,4 personas con baja visión.

### Baja visión a nivel mundial
Según estimaciones de la OMS en su proyecto “Ceguera y discapacidad visual” publicado en el 2014, alrededor de 285 millones de personas padecen algún tipo de discapacidad visual de las cuales 39 millones son ciegas, lo que supone un 0.7 % de la población mundial.
Los últimos datos sobre la prevalencia de ceguera en el mundo según la OMS muestran una variación significativa del número de personas afectadas entre países.
Por regiones, la zona con mayor prevalencia de ceguera es el Sureste Asiático con más de 11 millones de personas afectadas, seguida del Oeste Pacífico y África, con más de 9 y 6 millones de personas respectivamente.
Si se considera solo los países desarrollados, las estimaciones apuntan a que el número total de personas afectadas se sitúa en torno a los 3,8 millones. En contraste con los países en vías de desarrollo, los países desarrollados representan únicamente el 10% de la población afectada por discapacidad visual en el mundo.

#### Factores de riesgo de discapacidad visual en el mundo
Según la OMS, en su proyecto “Ceguera y discapacidad visual” publicado en el 2014, los factores de riesgo asociados a causas de discapacidad visual y ceguera en el mundo serían la edad, el género y la condición socioeconómica.
Edad: la discapacidad visual afecta de manera desigual a los distintos grupos de edad siendo más incisiva en personas mayores de 50 años representando el 65 % del total. Con la edad ocurren cambios en la visión que hacen perder parte de la capacidad visual y de desarrollan patologías como pueden ser las cataratas, el glaucoma, la degeneración macular, afecciones palpebrales o sequedad de los ojos.
Género: la prevalencia de Baja Visión es mayor en mujeres que en hombres. La OMS estima que más del 60 % de la población con discapacidad visual son mujeres lo cual puede estar explicado por su mayor esperanza de vida, y en países en vías de desarrollo, por su falta de acceso a servicios médicos.
La condición socioeconómica: aproximadamente el 87 % de la población con algún tipo de discapacidad visual se encuentran en países en vías de desarrollo donde la falta de acceso a servicios médicos, la malnutrición y la falta de agua potable propician la aparición de enfermedades oculares.

#### Prevención de Baja Visión y ceguera a nivel mundial
Acciones propuestas por la OMS:
- Planes nacionales de prevención de ceguera y salud ocular.
- Provisión de servicios de salud ocular en zonas o áreas donde no existen.

Ej:
- Eliminación del tracoma en Marruecos y en Gana prácticamente.
- Atención oftalmológica en Brasil a través de la Seguridad Social.
- Alta inversión económica en China para cirugías de cataratas.
- Atención oftalmológica en India para personas con menores recursos económicos.
- Formación humanitaria para poder valorar AV en países como África, tras la creación de visión 2020.

#### Baja visión en Europa
Europa es un área muy dispar, con zonas totalmente industrializadas, otras en pleno desarrollo y zonas menos desarrolladas, lo cual se refleja directamente en la salud visual y en la prevalencia de la ceguera y de discapacidad visual.
Cabe diferenciar dos zonas: Europa occidental y Europa del este. En general, se registran más datos de baja visión, cuya causa principal es el error refractivo no corregido, seguido de la DMAE y el glaucoma. En la Europa del este además de estas causas, son alarmantes las tasas registradas de la retinopatía del prematuro e, incluso, la de cataratas en comparación con la Europa occidental. La prevalencia de personas con discapacidad visual en Europa es de 15 521 millones de personas (2732 millones de ciegos y 12 789 millones de personas con baja visión).

##### Factores de riesgo de discapacidad visual en Europa
Edad: La edad representa el principal desencadenante entando presente en algunas de las principales enfermedades como la DMAE, el glaucoma o las cataratas.
Diabetes: la prevalencia de diabetes en la Unión Europea es de aproximadamente 28 millones de personas.
Otros factores: Otros factores de riesgo incluyen diferencias de políticas sanitarias entre países, el consumo de alcohol o de tabaco, la exposición da rayos ultravioletas o la deficiencia de vitamina A.

##### Baja visión en España
España sigue la línea de la Europa occidental. El mayor factor de riesgo es el envejecimiento poblacional que, junto al aumento de la tasa registrada de diabetes, llevan a una mayor prevalencia de ceguera. Se estiman 979 200 personas con alguna discapacidad visual, de las cuales 920 900 presentan baja visión y 58 300 son ciegas. La prevalencia de la discapacidad visual en España es del 2,14 %.
En España menos del 5 % han sido rehabilitados. Entre las patologías oculares más predominantes que causan discapacidad visual se encuentra: retinosis pigmentaria (25 %), miopía magna (23 %), DMAE (31 %), retinopatía diabética (16 %) y glaucoma (6 %).
Aunque la referencia para la asistencia y tratamiento de las diferentes formas de discapacidad visual es la Organización Nacional de Ciegos de España (ONCE), cuyo objetivo es mejorar la calidad de vida de las personas ciegas y con discapacidad visual de toda España, existen centros y asociaciones especializadas en tratamiento y asesoramiento de personas afectadas por baja visión. Para ser afiliado y poder acceder a las prestaciones económicas y sociales de la ONCE, una persona tiene que tener “ceguera legal” y para que esto se cumpla se ha de disponer en ambos ojos una de las siguientes condiciones:
- Agudeza Visual (AV) igual o inferior 0,1 (10 %), obtenida con la mejor corrección óptica posible.
- Campo Visual reducido a 10 grados o menos.

Además de lo anteriormente descrito es requisito indispensable tener Nacionalidad Española. Los derechos y obligaciones de los miembros de la ONCE están recogidos en sus estatutos. Sólo los afiliados pueden “acceder a los servicios, prestaciones y actividades establecidos institucionalmente”, “beneficiarse en materia de empleo e integración aboral” de las acciones que contemplan los estatutos, y “recibir asesoramiento y apoyo” en caso de discriminación por su discapacidad visual, entre otros.
Entre esos beneficios en materia de empleo e integración laboral está facilitar un puesto de trabajo en el mercado ordinario o a través de la venta de los cupones u otras modalidades de juegos comercializados por la ONCE.
Las personas que no cumplen este criterio para afiliarse a la ONCE son consideradas con discapacidad visual que quedan bajo la Ley de Dependencia, muchas veces insuficiente. Dicho esto queda claro el sentimiento de desamparo en el caso de no poder afiliarse a esta asociación, la situación personal puede verse muy afectada negativamente: pérdida de trabajo e imposibilidad de inserción laboral, factor que puede desencadenar una depresión, se presenta la dificultad de llevar una vida normal, los gastos económicos derivados de las ayudas visuales, rehabilitación visual, tratamientos psicológicos no pueden ser costeados personalmente y hoy en día no hay muchas ayudas oficiales en la que apoyarse.

## Patologías que pueden producir pérdidas de agudeza visual
- Cataratas
- Glaucoma
- Uveítis
- Degeneración macular
- Opacidad corneal
- Tracoma
- Retinopatía diabética
- Miopía magna
- Enfermedad de Stargart
- Albinismo
- Retinosis pigmentaria
- Nistagmo
- Distrofia macular viteliforme de Best
- Traumatismo ocular
- Esclerosis tuberosa

La población global muestra una reducción en el número de gente discapacitada visual como resultado de alguna enfermedad infecciosa pero muestra un aumento en el número de gente ciega debido a condiciones relacionadas con un aumento en la esperanza de vida. Esta información subraya la necesidad de modificar los sistemas públicos de prestación sanitaria para incluir el tratamiento de las enfermedades que son hoy prevalentes.

## Distribución de la discapacidad visual
Por edad: más del 82 % de las personas ciegas tienen 50 años o más, aunque representan el 19 % de la población mundial.
Por sexo: las mujeres tienen un riesgo considerablemente mayor de sufrir una discapacidad visual que los hombres.
Geográficamente: la discapacidad visual no está distribuida uniformemente en el mundo. Más del 90 % de la población discapacitada visual del mundo vive en países en vías de desarrollo.

## Rehabilitación y calidad de vida
Una vez superado el shock emocional de la disminución, si se aprenden las técnicas alternativas necesarias de rehabilitación, se puede conseguir una buena calidad de vida y un buen ajuste a la disminución, tanto en el caso de la baja visión, como en el de la ceguera.
De acuerdo con un artículo publicado por The Academy of Psychosomatics Medicine, en una muestra de pacientes afectados de retinopatía diabética progresiva, solo los que habían alcanzado ceguera total mostraban una mejoría en la sintomatología psíquica a través del aprendizaje de técnicas de rehabilitación. Mucho más marcado sufrimiento permanecía en sujetos con visión parcial persistente (o baja visión). Expectativas insatisfechas, probablemente, aumentaban la frustración de las derrotas diarias, unidas al miedo de perder completamente la vista que les quedaba. La aceptación de la propia patología y su resultado final es la base para abordar y adquirir un nuevo modelo de conducta y crear un equilibrio mental, físico y social en los que pierden la vista.
Los sujetos que aprovechan al máximo los instrumentos de rehabilitación y preservan su propia movilidad y ocupación son los menos deprimidos y con el nivel de integración social más alto.
Los pacientes cuya visión va empeorando paulatinamente y que tienen una prognosis de eventual ceguera, corren comparativamente un riesgo alto de suicidio y, en consecuencia, necesitan recibir servicios de apoyo. Estas observaciones abogan por el establecimiento y la extensión de programas terapéuticos y preventivos para que incluyan a pacientes con un diagnóstico de severa discapacidad visual presente o futura que, actualmente, no califican para recibir los servicios que se ofrecen a los ciegos. Los oftalmólogos deberían tomar consciencia de estas consecuencias potenciales e incorporar, dentro del tratamiento de estos pacientes, un espacio para la atención de su salud mental, con vistas a prevenir el desarrollo de síntomas depresivos, evitando conductas autodestructivas y mejorando la calidad de vida de estas personas. Esta intervención debería implementarse en los estadios tempranos del diagnóstico de la pérdida de visión, en particular porque muchos estudios han demostrado cómo la pronta aceptación de la discapacidad visual seria ha logrado una mejor y más productiva inmersión en los programas de rehabilitación.
Adicionalmente, el sufrimiento psicológico está presente al máximo cuando la pérdida de visión no es total, pero el futuro de la discapacidad es desfavorable. En consecuencia, la intervención temprana es imperativa para facilitar un ajuste psicológico satisfactorio.

## Tipos de ayudas disponibles
Al margen de las ayudas médicas, las principales ayudas son, en primer lugar, las informativas, luego las administrativas, las tendientes a la rehabilitación personal, las formativas, las tendientes a la integración laboral y las tendientes a la integración social.
La información es fundamental, de ahí que sea imprescindible que médicos y responsables sanitarios dispongan de ella para ofrecerla en el momento que sea preciso. La desolación del médico cuando debe confesar a su paciente que ya no puede hacer nada más por él, sólo es superada por la soledad y aislamiento del paciente que no sabe a quien recurrir.
Las ayudas administrativas son valiosos aliados, aunque a veces yacen entre el enmarañamiento legal que las oculta y varían según el país
Las posibilidades de adaptación del puesto de trabajo (aquel en que se trabajaba u otro distinto) están reguladas por leyes y normativas y hay —esto también varía según el país— jugosas subvenciones a las que las empresas se pueden acoger, por lo que la reticencia empresarial a contratar disminuidos visuales es un prejuicio antieconómico, para ellos y para la sociedad.
Finalmente se encuentran las ayudas de integración social, que permiten las actividades de ocio adaptado, visitas culturales adaptadas y actuaciones públicas o privadas que mejoren la movilidad y el mejor acceso a la información de todas las personas, también de las disminuidas visuales.

### Ayudas ópticas de baja visión
En un artículo, Augusto Bruix Bayés menciona que el principio básico de Baja Visión es aumentar el tamaño de la imagen retiniana, mediante diferentes ayudas.
Mejorar la visión lejana: se puede mejorar siempre en visión estática, no en movimiento.
- Ver la televisión
- Teatro
- Cine
- Ver un paisaje
- Ver el número del autobús

Mejorar la visión cercana: se trabaja siempre a una distancia más cerca de lo habitual.
- Lectura
- Escritura
- Labores

Mejorar la sensibilidad al contraste: utilizando filtros especiales.
- Atriles
- Focos de luz especiales
- Hojas prelineadas
- Juegos magnificados
- Relojes, termómetros parlantes, teléfonos especiales, etc.

### Efectividad de las ayudas ópticas
Haciendo referencia a un estudio realizado por este especialista sobre 1000 pacientes, se encontró que mejoraban sustancialmente su Agudeza Visual, todos los pacientes con una A.V. superior a 0.02. De estos quedaron satisfechos con sus ayudas un 44 %. Muy satisfechos un 48 %. Poco satisfechos un 5 %, y nada satisfechos un 3 %.

### Proceso de adaptación a las ayudas ópticas
Durante la primera visita del paciente, se estudian qué opciones son las más adecuadas para su caso particular, teniendo en cuenta todos los condicionantes, psicológicos, culturales, sociales y laborales que nos refiere dicho paciente y cómo este experimenta mejoría con las ayudas seleccionadas, aconsejándole cuáles de ellas le reportarán la mejor calidad de vida.
Tras la adaptación específica para cada caso, se realiza un seguimiento, con el fin de que utilice correctamente los instrumentos, para que le saque el máximo rendimiento. En algunos casos (un 4 %, aproximadamente), se deben modificar o cambiar con posterioridad.
Se utilizan ayudas visuales de los fabricantes más prestigiosos del mercado, tales como Zeiss, Nikon, Keeler, Eschembach, Coil, etc.
Una vez dado de alta al paciente se remite un informe de la primera visita y el seguimiento posterior al médico oftalmólogo o al profesional que nos lo ha remitido.
Debido a los avances oftalmológicos, la mejora de la esperanza de vida, la mayor necesidad de acceso a la información, etc., creemos que la Baja Visión tiene un gran futuro y es una técnica especialmente complementaria de la Oftalmología.

### Ayudas no ópticas
En algunos casos, son una solución ante necesidades sencillas, como una baja visión leve o un buen resto visual. En muchas situaciones, son el complemento de las ayudas ópticas, con la finalidad de obtener el máximo beneficio de la ayuda. Se utilizan para mejorar la postura corporal, el contraste, la iluminación o la distancia de trabajo.

#### Mejora de la postura corporal
Atrilessoporte con un plano inclinado que sirve para sostener libros, papeles o partituras y leerlos con más comodidad. Se trata de una pieza indispensable y fundamental para desarrollar una buena postura en el desempeño de actividades de visión próxima, ya que usualmente estamos en presencia de distancias operativas muy cortas y esto hace que se adopten malas posturas sobre las mesas.
Mesa abatiblese puede adaptar a la tarea y a las necesidades del usuario, porque el ángulo de inclinación es variable. Es ideal para los niños.

#### Control de iluminación
Lámparasen cada caso debe evaluarse cuál es el tipo y nivel de iluminación mejor para cada persona con baja visión, teniendo en cuenta que «cantidad no implica calidad». Existen varios tipos de lámparas, clasificadas en dos grupos: incandescentes y fluorescentes, siendo estas últimas las que proporcionan muy buena iluminación y apenas dan calor, por lo que son muy aconsejables para las personas que normalmente tienen que colocarlas muy cerca de la cara.
Mejoran el contraste
Tiposcopio: es una guía de gran utilidad, tanto en lectura como escritura. Los tiposcopios pueden hacerse del tamaño que sea necesario, como una plantilla.
Instrumentos para la escritura: resulta muy útil utilizar rotuladores y lápices de punta blanda. Los papeles rayados aumentan el contraste, facilitando esta actividad. Además con los rotuladores se puede realizar una escritura de tamaño mayor y más contrastada pudiendo reducir el número de aumentos necesarios para releer lo que escribimos, consiguiendo además una mejor distancia de trabajo.
Papeles coloreados: algunas personas se sienten visualmente más cómodas utilizando papel de otro color (amarillo, verde, rosa), pues obtienen mayor contraste y, principalmente, evitan el deslumbramiento que produce el blanco.
Textos con letra ampliada
Macrotipos: textos con letra impresa de gran tamaño que facilita la lectura.
Otros instrumentos no ópticos son los materiales que se pueden encontrar en el mercado y que tienen tipos más grandes, por lo que resultan óptimos para un grupo de personas con baja visión. Por ejemplo: relojes de esfera grande, cronómetros, cintas métricas, reglas, medidores de insulina, máquinas de escribir con impresión grande, el bastón para movilidad, etc.

### Ayudas electrónicas para baja visión
Los ciegos totales, disponen del braille, del libro hablado y de aparatos que transforman en voz los caracteres impresos (OCR o los ficheros informáticos). De estos aparatos también se pueden servir los disminuidos visuales.
Son precisamente los ordenadores un instrumento fundamental en la relación con el entorno para la persona con disminución visual. Permiten, con programas estándar o mediante programas específicos, la magnificación de la imagen y también su conversión en voz (lectores de pantalla) o al tacto (línea braille), por lo que son útiles sea cual sea el grado de disminución visual de la persona. Para más información, se puede visitar la página de tiflotecnología.

## Conclusiones
- Un número creciente de personas corren el riesgo de padecer una discapacidad visual a medida que en la población tiende a envejecer.
- Están en aumento las enfermedades que pueden causar discapacidad visual, tales como la degeneración macular, la retinopatía diabética y el glaucoma. Por esta razón, deberán implementarse más programas para ayudar a las personas con baja visión.[3]